# Internationale Filmfestspiele von Venedig 2021
Die 78. Internationalen Filmfestspiele von Venedig (italienisch 78. Mostra Internazionale d’Arte Cinematografica) wurden vom 1. bis zum 11. September 2021 am Lido veranstaltet. Sie zählen neben der Berlinale und den Filmfestspielen von Cannes zu den drei bedeutendsten A-Festivals der Welt und standen zum zehnten Mal unter der Leitung von Alberto Barbera.

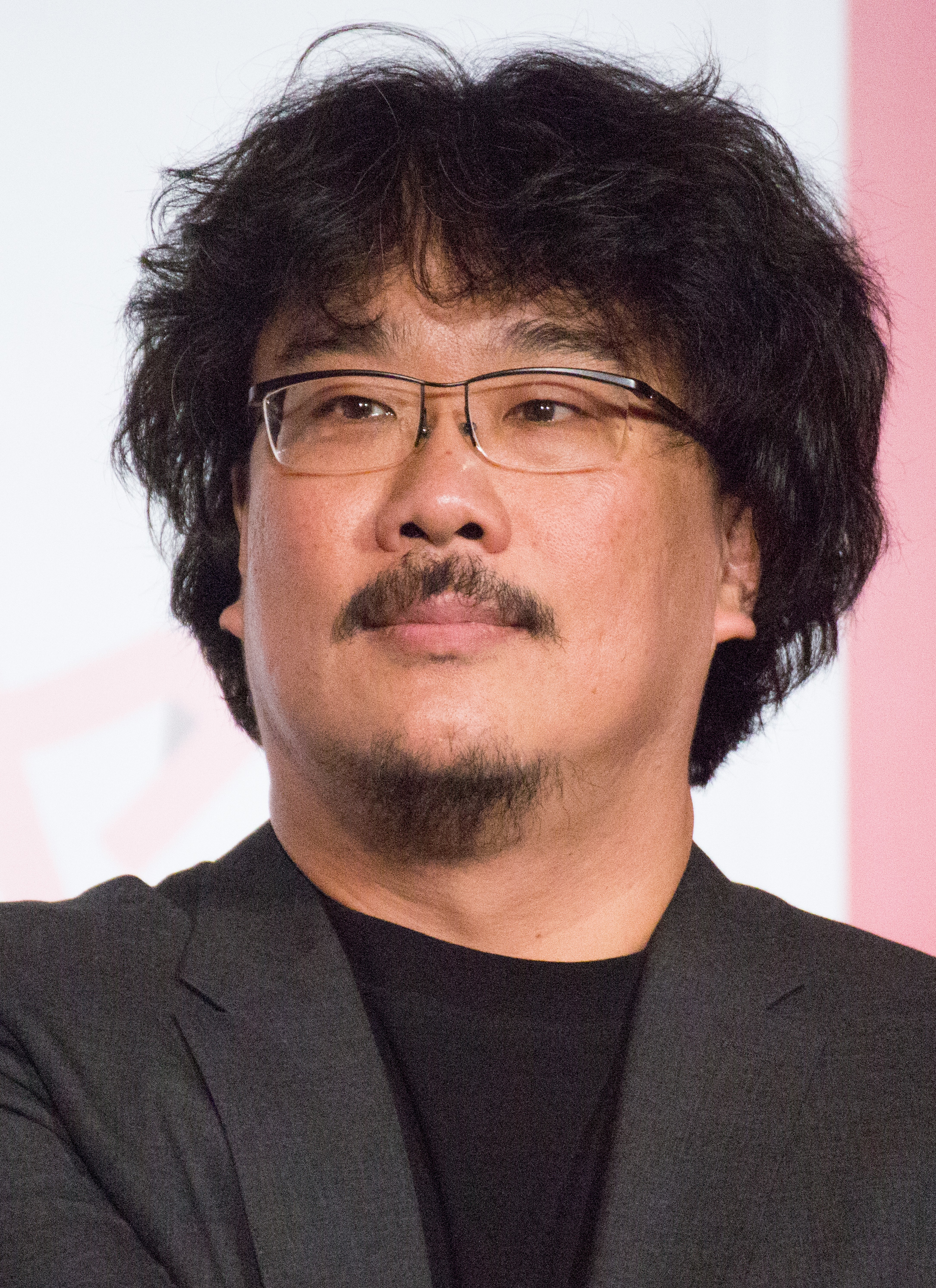
Jurypräsident Bong Joon-ho (2017)

Jurypräsident des Internationalen Wettbewerbs, in dem unter anderem der Goldene Löwe für den besten Film des Festivals vergeben wird, wurde der südkoreanische Regisseur Bong Joon-ho. Mit dem Hauptpreis wurde der französische Spielfilm Das Ereignis (L’événement) von Audrey Diwan ausgezeichnet.
Dem italienischen Schauspieler und Regisseur Roberto Benigni wurde der Goldene Löwe als Ehrenpreis für ein Lebenswerk zuerkannt. Die Liste der Wettbewerbsfilme und das vollständige Programm wurden am 26. Juli bekanntgegeben. Außer Konkurrenz erfolgte unter anderem die Weltpremiere des Science-Fiction-Films Dune von Denis Villeneuve mit Timothée Chalamet.
Als Moderatorin der Auftaktzeremonie und der abschließenden Preisgala wurde die italienische Schauspielerin Serena Rossi ausgewählt und als Eröffnungsfilm Parallele Mütter von Pedro Almodóvar.

## Offizielle Sektionen

### Wettbewerb
| 2021 zum wiederholten Mal in den Wettbewerb um den Goldenen Löwen eingeladen (* = ehemalige Gewinner des Goldenen Löwen) |             |
| Regisseur/-in | Einladungen |
| Martone | 7           |
| Larraín | 4           |
| Campion, Giannoli | 3           |
| Almodóvar, Amirpour, Brizé, Duprat/Cohn, Franco, Schrader, Vigas*                                                        | 2           |

#### Jury
Jurypräsident des Internationalen Wettbewerbs (Venezia 78), in dem unter anderem der Goldene Löwe für den besten Film des Festivals vergeben wird, ist der südkoreanische Filmemacher Bong Joon-ho. Er hatte beim Filmfestival von Cannes 2019 die Goldene Palme für seinen Spielfilm Parasite erhalten, der später auch mit vier Oscars preisgekrönt werden sollte.
Bong stehen bei der Vergabe der Preise folgende sechs Jurymitglieder zur Seite:
- Saverio Costanzo, italienischer Filmemacher (Teilnehmer am Wettbewerb 2010 und 2014)
- Virginie Efira, belgisch-französische Schauspielerin
- Cynthia Erivo, britische Schauspielerin
- Sarah Gadon, kanadische Schauspielerin und Filmproduzentin
- Alexander Nanau, deutsch-rumänischer Filmemacher
- Chloé Zhao, chinesische Filmemacherin (Gewinnerin des Goldenen Löwen 2020)

#### Konkurrenten um den Goldenen Löwen
Das offizielle Programm für die 78. Auflage des Festivals wurde auf der Pressekonferenz am 26. Juli 2021 präsentiert. 21 Langfilme konkurrieren im Wettbewerb um den Goldenen Löwen, darunter mit dem venezolanischen Regisseur Lorenzo Vigas auch ein früherer Wettbewerbsgewinner.
| Film                                                                              | Regie                                  | Land                                              | Darsteller (Auswahl) |
| --------------------------------------------------------------------------------- | -------------------------------------- | ------------------------------------------------- | --- |
| America Latina                                                                    | Damiano D’Innocenzo, Fabio D’Innocenzo | Italien, Frankreich                               | Elio Germano, Astrid Casali, Sara Ciocca, Maurizio Lastrico, Carlotta Gamba, Federica Pala, Filippo Dini, Massimo Wertmüller                                                      |
| Another World (Un autre monde)                                                    | Stéphane Brizé                         | Frankreich                                        | Vincent Lindon, Sandrine Kiberlain, Anthony Bajon, Marie Drucker |
| Il Buco – Ein Höhlengleichnis                                                     | Michelangelo Frammartino               | Italien, Frankreich, Deutschland                  | Nicola Lanza, Antonio Lanza, Leonardo Larocca, Claudia Candusso, Mila Costi, Carlos Jose Crespo                                                                                   |
| The Card Counter                                                                  | Paul Schrader                          | USA, Vereinigtes Königreich, VR China             | Oscar Isaac, Tiffany Haddish, Tye Sheridan, Willem Dafoe |
| The Box (La caja)                                                                 | Lorenzo Vigas                          | Mexiko, USA                                       | Hernán Mendoza, Hatzín Navarrete |
| Der beste Film aller Zeiten (Competencia oficial)                                 | Gastón Duprat, Mariano Cohn            | Spanien, Argentinien                              | Penélope Cruz, Antonio Banderas, Oscar Martínez, José Luis Gómez, Nagore Aranburu, Irene Escolar, Manolo Solo, Pilar Castro, Koldo Olabarri                                       |
| Das Ereignis (L’événement)                                                        | Audrey Diwan                           | Frankreich                                        | Anamaria Vartolomei, Kacey Mottet Klein, Luàna Bajrami, Louise Orry-Diquéro, Louise Chevillotte, Pio Marmaï, Sandrine Bonnaire, Anna Mouglalis, Leonor Oberson, Fabrizio Rongione |
| Freaks Out                                                                        | Gabriele Mainetti                      | Italien, Belgien                                  | Claudio Santamaria, Aurora Giovinazzo, Pietro Castellitto, Giancarlo Martini, Giorgio Tirabassi, Max Mazzotta, Franz Rogowski                                                     |
| The Hand of God (È stata la mano di Dio)                                          | Paolo Sorrentino                       | Italien                                           | Filippo Scotti, Toni Servillo, Teresa Saponangelo, Marlon Joubert, Luisa Ranieri, Renato Carpentieri, Massimiliano Gallo, Betti Pedrazzi, Biagio Manna, Ciro Capano               |
| Illusions perdues                                                                 | Xavier Giannoli                        | Frankreich                                        | Benjamin Voisin, Cécile de France, Vincent Lacoste, Xavier Dolan, Salomé Dewaels, Jeanne Balibar, Gérard Depardieu, André Marcon, Louis-Do de Lencquesaing                        |
| Капитан Волконогов бежал (Kapitan Volkogonov bezhal) (Captain Volkogonov Escaped) | Natalja Merkulowa, Alexei Tschupow     | Russland, Estland, Frankreich                     | Juri Borissow |
| Frau im Dunkeln (The Lost Daughter)                                               | Maggie Gyllenhaal                      | Griechenland, USA, Vereinigtes Königreich, Israel | Olivia Colman, Jessie Buckley, Dakota Johnson, Ed Harris, Peter Sarsgaard, Paul Mescal, Dagmara Domińczyk, Alba Rohrwacher                                                        |
| Parallele Mütter (Madres paralelas, Eröffnungsfilm)                               | Pedro Almodóvar                        | Spanien                                           | Penélope Cruz, Milena Smit, Israel Elejalde, Aitana Sánchez-Gijón, Julieta Serrano, Rossy de Palma                                                                                |
| Mona Lisa and the Blood Moon                                                      | Ana Lily Amirpour                      | USA                                               | Jeon Jong-seo, Kate Hudson, Craig Robinson, Evan Whitten, Ed Skrein |
| On the Job: The Missing 8                                                         | Erik Matti                             | Philippinen                                       | John Arcilla, Dennis Trillo, Damte Rivero |
| The Power of the Dog                                                              | Jane Campion                           | Neuseeland, Australien                            | Benedict Cumberbatch, Kirsten Dunst, Jesse Plemons, Kodi Smit-McPhee |
| Qui rido io                                                                       | Mario Martone                          | Italien, Spanien                                  | Toni Servillo, Maria Nazionale, Cristiana Dell'Anna, Antonia Truppo, Eduardo Scarpetta, Roberto De Francesco, Lino Musella, Paolo Pierobon, Gianfelice Imparato, Iaia Forte       |
| Spencer                                                                           | Pablo Larraín                          | Deutschland, Vereinigtes Königreich               | Kristen Stewart, Timothy Spall, Jack Farthing, Sean Harris, Sally Hawkins |
| Sundown – Geheimnisse in Acapulco (Sundown)                                       | Michel Franco                          | Mexiko, Frankreich, Schweden                      | Tim Roth, Charlotte Gainsbourg, Iazua Larios, Henry Goodmann, Albertine Kotting, Samuel Bottomley                                                                                 |
| Vidblysk (Reflection)                                                             | Walentyn Wassjanowytsch                | Ukraine                                           | Roman Luzkyj, Nika Myslyzka, Nadija Lewtschenko, Andrij Rymaruk, Ihor Schulha |
| Ungesühnte Schläge (Leave No Traces)                                              | Jan P. Matuszyński                     | Polen, Frankreich, Tschechische Republik          | Tomasz Ziętek, Sandra Korzeniak, Jacek Braciak, Robert Więckiewicz, Sebastian Pawlak, Agnieszka Grochowska, Mateusz Górski                                                        |

#### Außer Konkurrenz
| Film                                | Regie                | Land                    |
| ----------------------------------- | -------------------- | ----------------------- |
| Ariaferma                           | Leonardo Di Costanzo | Italien, Schweiz        |
| Il bambino nascosto (Abschlussfilm) | Roberto Andò         | Italien, Frankreich     |
| Dune                                | Denis Villeneuve     | Kanada, Ungarn, UK, USA |
| Halloween Kills                     | David Gordon Green   | USA                     |
| The Last Duel                       | Ridley Scott         | UK, USA                 |
| Last Night in Soho                  | Edgar Wright         | UK, USA                 |
| Menschliche Dinge                   | Yvan Attal           | Frankreich              |
| Old Henry                           | Potsy Ponciroli      | USA                     |
| La Scuola Cattolica                 | Stefano Mordini      | Italien                 |

| Film                                         | Regie                            | Land                                   |
| -------------------------------------------- | -------------------------------- | -------------------------------------- |
| Deandré#Deandré Storia di un impiegato       | Roberta Lena                     | Italien                                |
| Django & Django                              | Luca Rea                         | Italien                                |
| Ezio Bosso: Le cose che restano              | Giorgio Verdelli                 | Italien                                |
| Ennio                                        | Giuseppe Tornatore               | Italien                                |
| Hallelujah: Leonard Cohen, a Journey, a Song | Daniel Geller und Dayna Goldfine | USA                                    |
| Life of Crime 1984–2020                      | Jon Alpert                       | USA                                    |
| Republic of Silence                          | Diana El Jeroudi                 | Deutschland, Frankreich, Syrien, Katar |
| Tranchées                                    | Loup Bureau                      | Frankreich                             |
| Viaggio nel crepuscolo                       | Augusto Contento                 | Frankreich, Italien                    |

| Titel                  | Regie      | Land |
| ---------------------- | ---------- | ---- |
| Scenes from a Marriage | Hagai Levi | USA  |

| Film             | Regie           | Land                 |
| ---------------- | --------------- | -------------------- |
| The Night        | Tsai Ming-liang | Taiwan               |
| Plastic Semiotic | Radu Jude       | Rumänien             |
| Sad Film         | Vasili          | Myanmar, Niederlande |

| Film                                                 | Regie          | Land    |
| ---------------------------------------------------- | -------------- | ------- |
| Le 7 giornate di Bergamo                             | Simona Ventura | Italien |
| La Biennale di Venezia: Il cinema al tempo del COVID | Andrea Segre   | Italien |

### Orizzonti

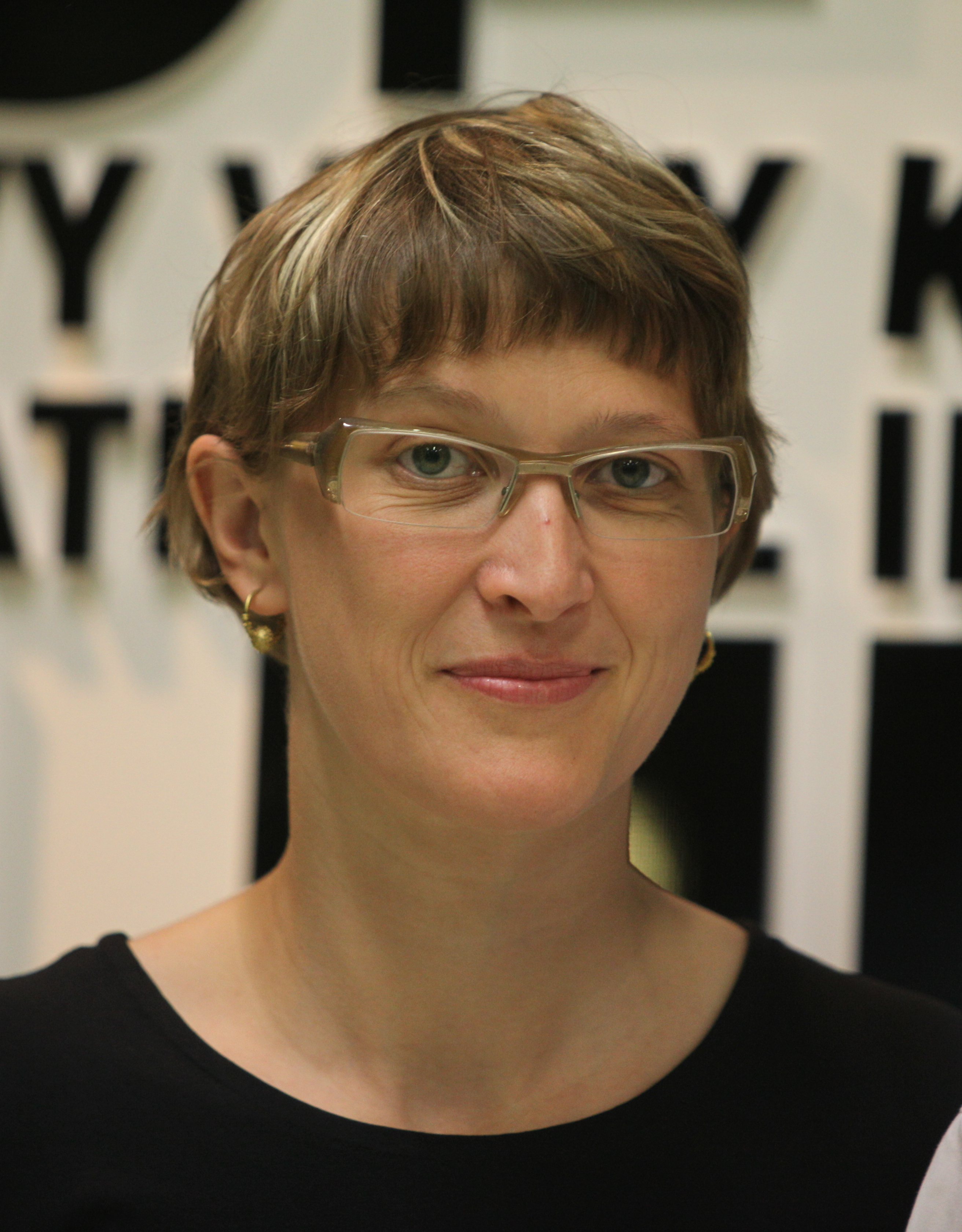
Orizzonti-Jurypräsidentin Jasmila Žbanić

Die Wettbewerbssektion Orizzonti (dt.: „Horizonte“) widmet sich neuen Trends im internationalen Kino und stellt vor allem Debütfilme, Werke wenig bekannter Nachwuchsfilmemacher, Independent- und spezielle Genrefilme sowie aktuelle Produktionen vor, die innovativ sein und kreative Originalität aufweisen sollen. Neben Spielfilmen konkurrieren auch Kurzfilme in einem eigenständigen Wettbewerb.
Der Wettbewerbsjury steht die bosnische Filmemacherin Jasmila Žbanić vor. Sie hatte 2020 mit Quo Vadis, Aida? am Wettbewerb um den Goldenen Löwen teilgenommen. Der Film wurde später für den Oscar nominiert. Žbanić stehen bei der Vergabe der Preise folgende sechs Jurymitglieder zur Seite:
- Mona Fastvold, norwegische Filmemacherin (Teilnehmerin am Wettbewerb 2020)
- Shahram Mokri, iranischer Filmemacher und Filmkritiker (Teilnehmer in der Sektion Orizzonti 2020)
- Josh Siegel, US-amerikanischer Filmkurator (Museum of Modern Art)
- Nadia Terranova, italienische Schriftstellerin

#### Langfilme
| Film                                             | Regie                  | Land                                                            |
| ------------------------------------------------ | ---------------------- | --------------------------------------------------------------- |
| 107 Mothers / Cenzorka                           | Peter Kerekes          | Slowakei, Tschechien, Ukraine                                   |
| Amira                                            | Mohamed Diab           | Ägypten, Jordanien, Vereinigte Arabische Emirate, Saudi-Arabien |
| Anatomy of Time / Wela                           | Jakrawal Nilthamrong   | Thailand, Frankreich, Niederland, Singapur, Deutschland         |
| Julie – Eine Frau gibt nicht auf (À Plein Temps) | Eric Gravel            | Frankreich                                                      |
| Atlantide                                        | Yuri Ancarani          | Italien, Frankreich, USA, Katar                                 |
| The Falls / Pu Bu                                | Chung Mong-hong        | Taiwan                                                          |
| El Gran Movimiento                               | Kiro Russo             | Bolivien, Frankreich, Katar, Schweiz                            |
| El hoyo en la cerca                              | Joaquín del Paso       | Mexiko, Polen                                                   |
| Inu-Oh                                           | Masaaki Yuasa          | Japan, China                                                    |
| Miracol                                          | Bogdan George Apetri   | Rumänien, Tschechien, Lettland                                  |
| Once Upon a Time in Calcutta                     | Aditya Vikram Sengupta | Indien, Frankreich, Norwegen                                    |
| El Otro Tom                                      | Rodrigo Plá            | Mexiko, USA                                                     |
| Il Paradiso del Pavone                           | Laura Bispuri          | Italien, Deutschland                                            |
| Pilgrims / Piligrimai                            | Laurynas Bareiša       | Litauen                                                         |
| Les Promesses                                    | Thomas Kruithof        | Frankreich                                                      |
| Rhino / Nosorih                                  | Oleh Senzow            | Ukraine, Polen, Deutschland                                     |
| True Things                                      | Harry Wootliff         | UK                                                              |
| Vera Dreams of the Sea / Vera Andrron Detin      | Kaltrina Krasniqi      | Kosovo, Albanien, Nord-Mazedonien                               |
| White Building / Bodeng Sar                      | Kavich Neang           | Kambodscha, Frankreich, China, Katar                            |

#### Kurzfilme im Wettbewerb
- Descente / 4 AM – Regie: Mehdi Fikri (Frankreich)
- Don't Get Too Comfortable – Regie: Shaima al-Tamimi (Jemen, Vereinigte Arabische Emirate, USA, Niederlande)
- Fall of the Ibis King – Regie: Josh O’Caoimh und Mikai Geronimo (Irland)
- La Fée des Roberts – Regie: Léahn Vivier-Chapas (Frankreich)
- Heltzear – Regie: Mikel Gurrea (Spanien)
- Los huesos – Regie: Cristobal León und Joaquín Cociña (Chile)
- Kanoyama / The last day – Regie: Momi Yamashita (Japan)
- Mulāqāt / Sandstorm – Regie: Seemab Gul (Pakistan)
- Pid pokati mai – Regie: Sorayos Prapapan (Thailand)
- Techno, Mama – Regie: Saulius Baradinskas (Litauen)
- Tǒu shēng, jīdàn, zuòyè běn – Regie: Luo Runxiao (China)
- Il turno – Regie: Chiara Marotta und Loris Giuseppe Nese (Italien)

#### Kurzfilme außer Konkurrenz
- Ato – Regie: Bárbara Paz (Brasilien)
- Preghiera della sera (Diario di una passeggiata) – Regie: Giuseppe Piccioni (Italien)

#### Orizzonti Extra
- 7 prisioneros – Regie: Alexandre Moratto (Brasilien)
- Costa Brava – Regie: Mounia Akl (Libanon, Frankreich, Spanien, Schweden, Dänemark, Norwegen, Katar)
- Land of Dreams – Regie: Shirin Neshat und Shoja Azari (USA, Deutschland, Katar)
- La macchina delle immagini di Alfredo C. – Regie: Roland Sejko (Italien)
- Mama, ya doma / Mama, I’m Home – Regie: Wladimir Bitokow (Russland)
- Ma Nuit – Regie: Antoinette Boulat (Frankreich, Belgien)
- La ragazza ha volato – Regie: Wilma Labate (Italien, Slowenien)
- Sokea mies, joka ei halunnut nähdä Titanicia / The Blind Man Who Did Not Want To See Titanic – Regie: Teemu Nikki (Finnland, Schweden)

## Unabhängige Filmreihen

### Settimana Internazionale della Critica
| Film                                        | Regie                           | Land                               |
| ------------------------------------------- | ------------------------------- | ---------------------------------- |
| Eles transportan a morte / They Carry Death | Helena Girón, Samuel M. Delgado | Spanien, Kolumbien                 |
| Eltörölni Frankot / Erasing Frank           | Gábor Fabricius                 | Ungarn                             |
| Obkhodniye puti / Detours                   | Jekaterina Selenkina            | Russland, Niederlande              |
| Mondocane / Dogworld                        | Alessandro Celli                | Italien                            |
| Mother Lode                                 | Matteo Torone                   | Frankreich, Italien, Schweiz       |
| A salamandra / The Salamander               | Alex Carvalho                   | Brasilien, Frankreich, Deutschland |
| Zalava                                      | Arsalan Amiri                   | Iran                               |

| Film                                                  | Regie              | Land                |
| ----------------------------------------------------- | ------------------ | ------------------- |
| La Dernière Séance / The Last Chapter (Abschlussfilm) | Gianluca Matarrese | Italien, Frankreich |
| Karmalink (Eröffnungsfilm)                            | Jake Wachtel       | Kambodscha, USA     |

### Giornate degli Autori – Venice Days
| Film                       | Regie                                | Land                           |
| -------------------------- | ------------------------------------ | ------------------------------ |
| Shen Kong (Eröffnungsfilm) | Chen Guan                            | Macau                          |
| The Stranger               | Ameer Fakher Eldin                   | Syrien, Deutschland, Palästina |
| Anatomia                   | Aleksandra Jankowska                 | Polen                          |
| Californie                 | Alessandro Cassigoli, Casey Kauffman | Italien                        |
| Imaculat                   | Monica Stan, George Chiper-Lillemark | Rumänien                       |
| Madeleine Collins          | Antoine Barraud                      | Frankreich, Belgien, Schweiz   |
| My Private Desert          | Aly Muritiba                         | Brasilien, Portugal            |
| Dusk Stone                 | Iván Fund                            | Argentinien, Chile, Spanien    |
| Out of Sync                | Juanjo Giménez                       | Spanien, Litauen               |
| You Resemble Me            | Dina Amer                            | Ägypten, Frankreich, USA       |

| Film                       | Regie              | Land    |
| -------------------------- | ------------------ | ------- |
| Lovely Boy (Abschlussfilm) | Francesco Lettieri | Italien |

| Film                                      | Regie               | Land                |
| ----------------------------------------- | ------------------- | ------------------- |
| Il palazzo                                | Federica di Giacomo | Italien, Tschechien |
| Il silenzio grande                        | Alessandro Gassmann | Italien, Polen      |
| Senza fine                                | Elisa Fuksas        | Italien             |
| Mizrahim, Les oubliés de la terre promise | Michale Boganim     | Frankreich          |
| Three minutes. A Lengthening              | Bianca Stigter      | Niederlande         |

| Film                            | Regie              | Land                |
| ------------------------------- | ------------------ | ------------------- |
| Shangri-la (Kurzfilm)           | Isabel Sandoval    | Italien, USA        |
| I and the Stupid Boy (Kurzfilm) | Kaouther Ben Hania | Italien, Frankreich |

| Film                                       | Regie                                                                                        | Land                                        |
| ------------------------------------------ | -------------------------------------------------------------------------------------------- | ------------------------------------------- |
| Welcome Venice (Eröffnungsfilm)            | Andrea Segre                                                                                 | Italien                                     |
| Caveman – Il gigante nascosto              | Tommaso Landucci                                                                             | Italien, Schweiz                            |
| Coriandoli (Kurzfilm)                      | Maddalena Stornaiuolo                                                                        | Italien                                     |
| Cùntami                                    | Giovanna Taviani                                                                             | Italien                                     |
| Diteggiatura (Kurzfilm)                    | Riccardo Giacconi                                                                            | Italien                                     |
| Fellini e l’ombra                          | Catherine McGilvray                                                                          | Italien, Schweiz                            |
| Giulia                                     | Ciro De Caro                                                                                 | Italien                                     |
| Hugo in Argentina                          | Stefano Knuchel                                                                              | Schweiz                                     |
| I nostri fantasmi                          | Alessandro Capitani                                                                          | Italien                                     |
| Il mondo a scatti                          | Cecilia Mangini, Paolo Pisanelli                                                             | Italien                                     |
| Isolation                                  | Michele Placido, Julia von Heinz, Olivier Guerpillon, Jaco Van Dormael, Michael Winterbottom | Italien, UK, Deutschland, Belgien, Schweden |
| Sons of Cain / Les Enfants de Cain         | Keti Stamo                                                                                   | Frankreich, Albanien, Italien               |
| Parole                                     | Umberto Contarello                                                                           | Italien                                     |
| Princesa                                   | Stefania Muresu                                                                              | Italien                                     |
| Spin Time, che fatica la democrazia!       | Sabina Guzzanti                                                                              | Italien                                     |
| Tonino De Bernardi – Un tempo, un incontro | Daniele Segre                                                                                | Italien                                     |
| Trastwest (Kurzfilm)                       | Ivano De Matteo                                                                              | Italien                                     |
| With or Without You                        | Stefano Sardo                                                                                | Italien, Frankreich                         |

## Auszeichnungen
Internationaler Wettbewerb um den Goldenen Löwen
- Goldener Löwe: Das Ereignis – Regie: Audrey Diwan
- Silberner Löwe – Großer Preis der Jury: The Hand of God – Regie: Paolo Sorrentino
- Silberner Löwe – Beste Regie: Jane Campion (The Power of the Dog)
- Coppa Volpi – Bester Darsteller: John Arcilla (On the Job: The Missing 8)
- Coppa Volpi – Beste Darstellerin: Penélope Cruz (Parallele Mütter)
- Bestes Drehbuch: Maggie Gyllenhaal (Frau im Dunkeln)
- Spezialpreis der Jury: Il Buco – Ein Höhlengleichnis – Regie: Michelangelo Frammartino
- Marcello-Mastroianni-Preis: Filippo Scotti (The Hand of God)

„Luigi De Laurentiis“-Preis für den besten Debütfilm („Löwe der Zukunft“)
Der Preis wird an das beste Spielfilmdebüt in einer der Wettbewerbs- bzw. Nebensektionen vergeben. Der Jury gehören der italienische Filmemacher Uberto Pasolini, der österreichische Filmkritiker und Festivalleiter Martin Schweighofer sowie die argentinische Künstlerin und Filmemacherin Amalia Ulman an.
Ehrenpreis für ein Lebenswerk (Goldener Löwe)
- Goldener Löwe als Ehrenpreis für ein Lebenswerk: Roberto Benigni[1] und Jamie Lee Curtis[20]

Orizzonti
- Bester Film: Pilgrims / Piligrimai – Regie: Laurynas Bareiša
- Beste Regie: Éric Gravel für Julie – Eine Frau gibt nicht auf (Full Time / À plein temps)
- Spezialpreis der Jury: El Gran Movimiento – Regie: Kiro Russo
- Beste Darstellerin: Laure Calamy in Julie – Eine Frau gibt nicht auf (Full Time / À plein temps)
- Bester Darsteller: Piseth Chhun in Bodeng sar / White Building
- Bestes Drehbuch: Ivan Ostrochovský und Peter Kerekes für 107 Mothers / Cenzorka
- Bester Kurzfilm: Los huesos – Regie: Cristobal León und Joaquín Cociña

Weitere Preise
- Cartier Glory to the Filmmaker Award: Ridley Scott[22]
- ARCA CinemaGiovani Award | ARCA CinemaGiovani
  - Best Film of Venezia 78: Das Ereignis von Audrey Diwan
  - Best Italian Film in Venice: The Hand of God von Paolo Sorrentino
- Authors under 40 Award | gewidmet der Regisseurin Valentina Pedicini von Venezia a Napoli. Il cinema esteso
  - Beste Regie: Vera Dreams of the Sea / Vera Andrron Detin von Kaltrina Kranisqi ex aequo mit Detours von Jekaterina Selenkina
  - Bestes Drehbuch: Imaculat von Monica Stan
- Brian Award | UAAR (Unione degli Atei e degli Agnostici Razionalisti): Das Ereignis von Audrey Diwan
- CICT – UNESCO "Enrico Fulchignoni" Award | Conseil International du Cinéma, de la Télévision et de la Communication Audiovisuelle (CICT-UNESCO): Amira von Mohamed Diab
- Edipo Re Award | Edipo Re Srl Sociale: Al Garib von Amer Fakher Eldin ex aequo mit Vera Dreams of the Sea / Vera Andrron Detin  von Kaltrina Krasniqi
- Premio Fondazione Fai Persona Lavoro Ambiente | Fai Cisl Studio e Ricerche Foundation
  - El Gran Movimiento  von Kiro Russo
  - Special Mention (treatment of issues related to environment): Costa Brava von Mounia Akl
  - Special Mention (treatment of issues related to work): 7 Gefangene von Alexandre Moratto ex aequo mit À plein temps von Éric Gravel
- Fanheart3 Award| Associazione Fanheart3
  - Graffetta d’Oro for Best Film: Freaks Out von Gabriele Mainetti
  - Nave d’Argento for Best OTP: Mona Lisa and the Blood Moon von Ana Lily Amirpour
  - VR Fan Experience: Knot: A Trilogy von Glen Neath und David Rosenberg
  - Special Mention: Old Henry von Potsy Ponciroli
- FEDIC Award | Federazione Italiana dei Cineclub
  - Best Film: Il Buco – Ein Höhlengleichnis von Michelangelo Frammartino
  - Special Mention FEDIC: La ragazza ha volato von Wilma Labate
  - Special Mention FEDIC for Best Short Film: Notte Romana von Valerio Ferrara
- FIPRESCI Award | FIPRESCI (International Federation of Film Critics): Das Ereignis von Audrey Diwan
  - Best Film from Orizzonti and parallel sections: Zalava von Arsalan Amiri
- Francesco Pasinetti Award | Sindacato Nazionale Giornalisti Cinematografici Italiani
  - Best Film: The Hand of God von Paolo Sorrentino
  - Best Actor: Toni Servillo in The Hand of God von Paolo Sorrentino, The King of Laughter von Mario Martone, Ariaferma von Leonardo Di Costanzo
  - Best Actress: Teresa Saponangelo in The Hand of God von Paolo Sorrentino
- GdA Director’s Award | Giornate degli Autori: Imaculat von Monica Stan und George Chiper-Lillemark
- Europa Cinemas Label Award | Giornate degli Autori: Californie von Alessandro Cassigoli und Casey Kauffman
- BNL Gruppo BNP Paribas People's Choice Award | Giornate degli Autori: My Private Desert von Aly Muritiba
- Green Drop Award | Green Cross Italia: Il Buco – Ein Höhlengleichnis von Michelangelo Frammartino
- 10th INTERFILM Award for Promoting Interreligious Dialogue: Amira von Mohamed Diab
- Lanterna Magica Award | Associazione Nazionale C.G.S.: Amira von Mohamed Diab
- Leoncino d'Oro Award | Agiscuola, UNICEF: Freaks Out von Gabriele Mainetti
  - Cinema for UNICEF: The Box von Lorenzo Vigas
- Lizzani Award | ANAC (Associazione Nazionale Autori Cinematografici): Freaks Out von Gabriele Mainetti
- Fondazione Mimmo Rotella Award | Associazione Culturale Magna Grecia Eventi: Mario Martone und Toni Servillo für The King of Laughter
- NUOVOIMAIE TALENT AWARD | NUOVOIMAIE – i diritti degli artisti; in collaboration with Sindacato Nazionale Giornalisti Cinematografici Italiani and Sindacato Nazionale Critici Cinematografici Italiani
  - Best New Young Actor: Filippo Scotti in The Hand of God von Paolo Sorrentino
  - Best New Young Actress: Aurora Giovinazzo für Freaks Out von Gabriele Mainetti
- La Pellicola d'Oro Award | Ass.ne Culturale “Articolo 9 Cultura & Spettacolo” e S.A.S. Cinema
  - Best Visual Effects: Maurizio Corridori für Freaks Out von Gabriele Mainetti
  - Best Gaffer: Loris Felici für Freaks Out von Gabriele Mainetti
  - Best Camera Operator: Luca Massa für Il Buco – Ein Höhlengleichnis von Michelangelo Frammartino
  - Best Costume Tailoring: Tirelli für The King of Laughter von Mario Martone
- Queer Lion Award | Associazione di Promozione Sociale Queer Lion: La Dernière Séance / The Last Chapter von Gianluca Matarrese
- RB Casting Award | RB Casting: Aurora Giovinazzo für Freaks Out von Gabriele Mainetti
- Sfera 1932 Award | Consorzio Venezia e il suo Lido e Seguso Vetri d’Arte – Murano dal 1397: The Box von Lorenzo Vigas
- Grand Prize Venice International Film Critic’s Week | Venice International Film Critics Week: Zalava von Arsalan Amiri
- Verona Film Club Award | Venice International Film Critics Week: Erasing Frank von Gàbor Fabricius
- Mario Serandrei – | Venice International Film Critics Week: Eles transportan a morte / They carry death von Helena Girón und Samuel M. Delgado
- Award for Best Short Film SIC@SIC 2021 | Venice International Film Critics Week: Inchei von Federico Demattè
- Award for Best Director SIC@SIC 2021 | Venice International Film Critics Week: Inchei von Federico Demattè
- Award for Best Technical Contribution SIC@SIC 2020  | Venice International Film Critics Week: L’incanto von Chiara Caterina
- SIGNIS Award | SIGNIS International (World Catholic Association for Communication): Another World von Stéphane Brizé
  - Special Mention: The Hand of God von Paolo Sorrentino
- Smithers Foundation Award "Ambassador of Hope" | Smithers Foundation: Life of Crime 1984–2020 von Jon Alpert
- “Sorriso Diverso Venezia Award” XI edition | Associazione studentesca UCL (L'università cerca lavoro)
  - Best Italian Film: Freaks Out von Gabriele Mainetti
  - Best Foreign Film: 7 Gefangene von Alexandre Moratto
- Premio Soundtrack Stars Award | Free Event and Sindacato Nazionale Giornalisti Cinematografici Italiani
  - Best Soundtrack: Freaks Out von Gabriele Mainetti
  - Lifetime Achievement Award: Ornella Vanoni
  - Special Mention: Mona Lisa and the Blood Moon von Ana Lily Amirpour
- Premio UNIMED | UNIMED (Unione delle Università del Mediterraneo): The Hand of God von Paolo Sorrentino
- Premio Fair Play al Cinema – Vivere da Sportivi | Associazione Vivere da Sportivi: Il Buco – Ein Höhlengleichnis von Michelangelo Frammartino
  - Special Mention: The Card Counter von Paul Schrader